# Mid Dorset and North Poole
Circonscription parlementaire de la Chambre des communes
La circonscription de Mid Dorset et North Poole est une circonscription électorale anglaise située dans le Dorset et représentée à la Chambre des communes du Parlement britannique.

## Géographie
La circonscription comprend :
- Les villes de Wimborne Minster, Broadstone et Wareham, et les villages de Bere Regis, Corfe Mullen et Lytchett Minster.

## Députés
Les Members of Parliament (MPs) de la circonscription sont :
| Législature                                                                               | Années        | Député | Député             | Parti               |
| ----------------------------------------------------------------------------------------- | ------------- | ------ | ------------------ | ------------------- |
| Mid Dorset and North Poole issue de North Dorset, Bournemouth West, South Dorset et Poole |               |        |                    |                     |
| 52e                                                                                       | 1997–2001     |        | Christopher Fraser | Conservateur        |
| 53e                                                                                       | 2001–2005     |        | Annette Brooke     | Libéraux-démocrates |
| 54e                                                                                       | 2005–2010     |        | Annette Brooke     | Libéraux-démocrates |
| 55e                                                                                       | 2010–2015     |        | Annette Brooke     | Libéraux-démocrates |
| 56e                                                                                       | 2015–2017     |        | Michael Tomlinson  | Conservateur        |
| 57e                                                                                       | 2017–2019     |        | Michael Tomlinson  | Conservateur        |
| 58e                                                                                       | 2019–2024     |        | Michael Tomlinson  | Conservateur        |
| 59e                                                                                       | 2024–en cours |        | Vikki Slade        | Libéraux-démocrates |